# Lot krajowy

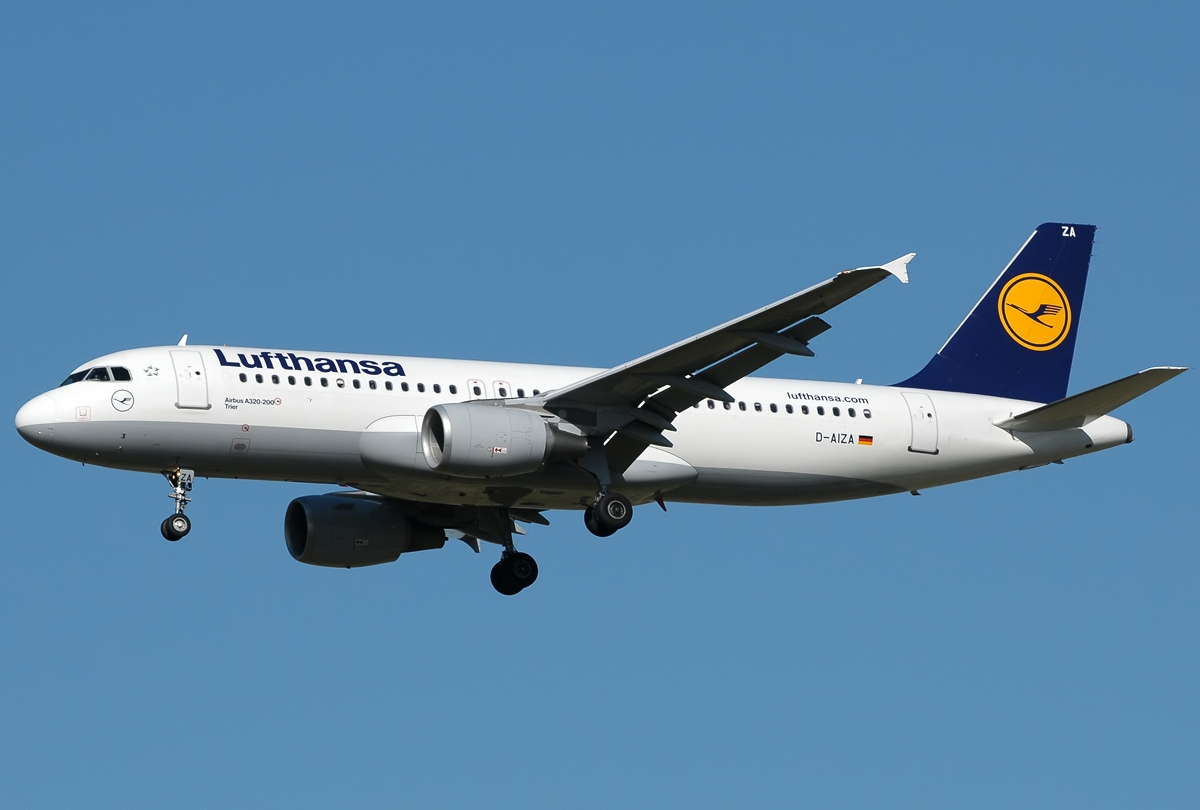
Airbus A320, samolot szeroko stosowany w lotach krajowych.

Lot krajowy jest formą lotu komercyjnego w lotnictwie cywilnym, gdzie wylot i przylot odbywają się w tym samym kraju.
Lotniska obsługujące wyłącznie loty krajowe nazywane są lotniskami krajowymi.
Loty krajowe są na ogół tańsze i krótsze niż większość lotów międzynarodowych. Niektóre loty międzynarodowe mogą być tańsze niż loty krajowe ze względu na niewielką odległość między miastami w różnych krajach, a także dlatego, że lotami krajowymi mogą podróżować osoby w interesach, które dużo płacą, podczas gdy osoby podróżujące w celach wypoczynkowych korzystają z samochodu lub kolei w kraju.
Loty krajowe są jedynym sektorem lotnictwa, który nie wykazuje globalnej długoterminowej tendencji wzrostowej ze względu na to, że wiele mniejszych krajów w coraz większym stopniu zastępuje krótkie trasy krajowe koleją dużych prędkości; mimo to większość najbardziej ruchliwych połączeń na świecie to loty krajowe.
Niektóre mniejsze kraje, takie jak Singapur, nie mają regularnych lotów krajowych. Kraje średniej wielkości, takie jak Holandia, mają bardzo mało lotów krajowych; większość z nich to tylko krótki lot między małymi regionalnymi portami lotniczymi, takimi jak Port lotniczy Groningen-Eelde, Port lotniczy Maastricht Aachen i Port lotniczy Rotterdam, aby odebrać pasażerów z różnych części kraju przed udaniem się do międzynarodowych miejsc docelowych.